# Zoológico de Perth
O Zoológico de Perth é um jardim zoológico localizado na cidade de Perth, Austrália Ocidental. Em janeiro de 2011, possuía 1 258 animais de 164 espécies diferentes.